# خبرگزاری خامه پرس
خبرگزاری خامه پرس به زبان های پارسی دری و انگلیسی اخبار و رویدادهای خبری را منتشر می کند. خبرگزاری خامه پرس برعلاوه از کابل-پایتخت در ولایت های مزارشریف، هرات، قندهار، ننگرهار، کندز و بدخشان خبرنگاران محلی دارد.

## تاریخچه
این خبرگزاری در سال ۲۰۰۹ توسط خشنود نبی‌زاده افتتاح گردید.